# Chantal Mantz
Chantal Mantz (* 26. Juni 1996 in Dieburg) ist eine deutsche Tischtennisspielerin. Als Schülerin spielte sie beim ASV Grassau im Landkreis Traunstein. Bereits im Alter von 10 Jahren wechselte sie zur Saison 2006/07 zum SV DJK Kolbermoor. Sie wechselte zur Saison 2015/16 innerhalb der 1. Tischtennis-Bundesliga vom SV DJK Kolbermoor zu TSV Schwabhausen. Da Schwabhausen am Ende der Saison 2015/16 die Mannschaft in die 2. Bundesliga zurückzog, schloss sich Chantal Mantz dem ttc berlin eastside an, den sie 2017 Richtung Le Chesnay (Frankreich) verließ. 2018 wechselte sie zu TTG Bingen, 2021 zu TSV Langstadt 1909.

## Sportliche Erfolge
Sie wurde 2014 Europameisterin im Mädchen Einzel und Deutsche Meisterin im Mädchen Einzel 2014 und 2013. Zudem gewann sie 2014 die Deutsche Mädchen-Meisterschaft im Doppel mit Yuan Wan. Bereits 2011 erreichte sie sowohl bei der deutschen als auch bei der europäischen Schülermeisterschaft Platz zwei.
2016 gewann sie die Deutsche Meisterschaft im Doppel mit Yuan Wan. Im Mai 2016 übersiedelte sie nach Düsseldorf, um sich dort im Deutschen Tischtennis-Zentrum DTTZ weiterzuentwickeln. Am 1. November 2016 bestritt sie ihr erstes Länderspiel bei den Erwachsenen. Dabei gewann sie gegen Tamara Pavcnik aus Slowenien mit 3:0. Im Januar 2017 gewann sie durch einen Finalsieg über Yuan Wan den Einzeltitel bei den ersten U21-Europameisterschaften.

## Verlauf der Position in der Weltrangliste

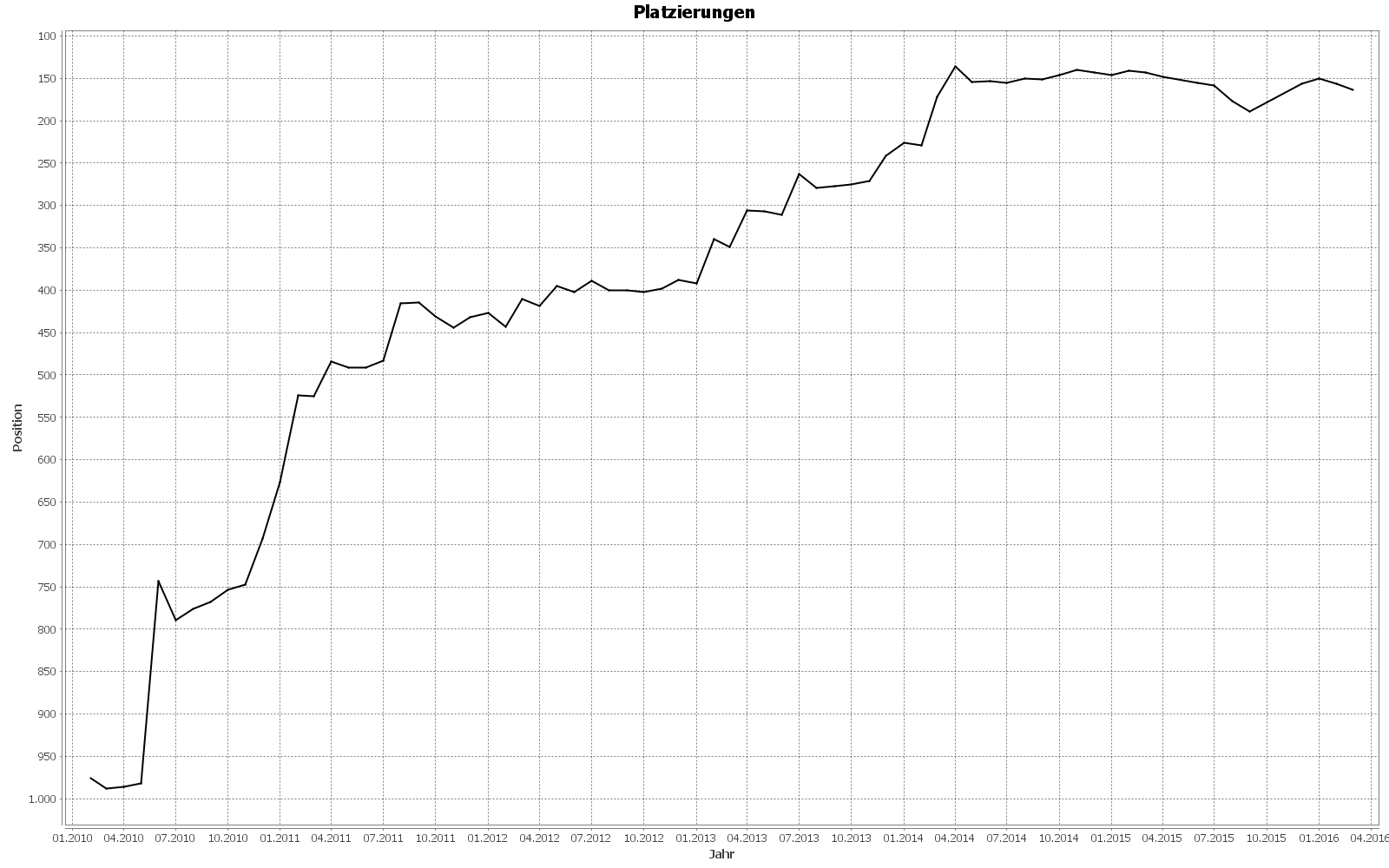
Stand März 2016

## Turnierergebnisse
| Verband | Veranstaltung                         | Jahr | Ort            | Land | Einzel     | Doppel | Mixed | Team |
| ------- | ------------------------------------- | ---- | -------------- | ---- | ---------- | ------ | ----- | ---- |
| GER     | Jugend-Europameisterschaft (Kadetten) | 2011 | Kazan          | RUS  | Silber     |        |       |      |
| GER     | Pro Tour                              | 2014 | Zagreb         | CRO  | letzte 32  |        |       |      |
| GER     | Pro Tour                              | 2013 | Zagreb         | CRO  | letzte 32  |        |       |      |
| GER     | Pro Tour                              | 2013 | Almería        | ESP  | letzte 32  |        |       |      |
| GER     | Pro Tour                              | 2012 | Helsingborg    | SWE  | letzte 32  |        |       |      |
| GER     | World Junior Circuit                  | 2014 | Szombathely    | HUN  | Halbfinale |        |       |      |
| GER     | World Junior Circuit                  | 2014 | Metz           | FRA  | Halbfinale |        |       |      |
| GER     | World Junior Circuit                  | 2013 | Szombathely    | HUN  | Halbfinale |        |       |      |
| GER     | World Junior Circuit                  | 2013 | Rio de Janeiro | BRA  | Halbfinale |        |       |      |